# Кожа (суровина)
 Тази статия е за суровината.  За анатомичния орган вижте Кожа.  
Кожа е общото наименование на материала, получен от суровата кожа на животни чрез обработка. Основният вид обработка е дъбене или щавене. Използват се кожи, основно получени от бозайници: говеда, овце, свине, както и някои риби и влечуги (змии, крокодили и други). Отделно се произвежда кожа с козина от някои редки животни, като сребърна лисица, норка и други.
Обработената естествена кожата се използва за производство на обувки, облекло, чанти, кожени аксесоари (колани, ръкавици, портфейли), тапицерия за мебели и автомобили, както и сувенири, скъпа подвързия на книги и други.

## Техническа обработка
Според начина на дрането на животните, кожите могат да бъдат отворени (говеда, свине), затворени (овце, кози) и крупонирани. При последните се отделя само гръбната част, наречена крупон, а останалата кожа остава към трупа. Поради високото водно съдържание и силната си замърсеност след дране кожата се разваля много бързо. Ето защо е необходимо бързо след това тя да бъде подложена на бърза първична обработка и консервиране. Започва се с почистване от кръв и други нечистотии и измиване, изрязват се некожните участъци и останалите от вътрешната част остатъци от тлъстини и мускулни частици. Премахването им се нарича шлезене (лешене). Извършва се ръчно или машинно. Следва процес на консервиране на кожата, според типа ѝ – осоляване и сушене или само сушене.

### Осоляване
Осоляването се извършва се по два начина – сух и мокър.
- Сухо осоляване – прилага се основно при свинските и говеждите кожи. Кожата се изпъва с мавията (вътрешната част) нагоре и се поръсва с морска сол. Върху нея се поставя нова кожа, която отново се соли. Така се образува стиф с височина над един метър. Престояват така за около седмица. В това време течностите от кожата се изсмукват от солта и се отцеждат, като така се намалява водното ѝ съдържание.
- Мокро осоляване – кожата се потапя в концентриран разтвор на сол (24 – 26%) за около 16 – 20 часа. След това се отцежда и осолява с кристална морска сол.
- Пикелиране – разновидност на мокрото осоляване, по който се обработват овчите кожи. След отделянето на вълната от тях те се потапят за един час в концентриран разтвор на сол (15 – 20%), 2% солна киселина и 1% сярна киселина.

### Сушене
Сушене се прилага директно за кожите от дребни преживни животни и зайци. Овчите и агнешките кожи се сушат навътре с вълната (на тулум), а кóзите и ярешките – отворени. За да не се прегъва кожата при сушенето се изпъва с клечки или се простира на тел.
Сушенето се извършва в сенчесто помещение с непрекъсната циркулация на въздуха в него. При сушенето кожите намаляват размера си до 15%, а дебелината с 30 – 40%; масата ѝ намалява в значителна степен – от 50% при свинските до 60% при говеждите.

## Видове кожа според обработката
Суровата животинска кожа има слоеста структура. Слоевете отвън навътре са: външен (епидермис), вътрешен (дермис) и вътрешна подкожна съединителна тъкан. Основната част от кожата е дермисът (85 – 95 %). Кожата е покрита с козината (или вълната) на животното. Според обработката и начина на използване на кожата се различават три основни типа естествена кожа:
- Лицева кожа – получава се чрез дъбене (физико-химична обработка на кожата, при която се повишава нейната устойчивост и издръжливост). Когато кожата е шагренирана (от френски chagrin [ʃa.ɡʁɛ̃]), това означава, че тя е набраздена и на допир се усещат неравности, които представляват фигури с различна форма, най-често кръгла.
- Велур – получава се чрез пясъчно шлифоване на вътрешната повърхност на кожата, до получаване на меки и гладки влакна. Кожата на обувката се поставя с вътрешния слой навън, поради което велурът е по-неустойчив на надраскване и замърсяване.
- Набук – получава се чрез пясъчно шлифоване на външната повърхност на кожата. Набукът е по-твърд и издръжлив от велура, както и по-скъп, тъй като се обработва външната по-груба част на кожата.

## Свойства
Кожата е гъвкав, жилав, относително здрав, устойчив и многофункционален материал. Той е относително непропусклив за водата, въпреки че е „дишащ“: пропуска въздух и водни пари.
За техническото описание и оценката на качеството на кожата са решаващи плътността, якост, здравина на опън, устойчивост на светлинно въздействие, както и свиваемост. Освен тези физически параметри са важни химически параметри като съдържание на мазнини, температура на свиване при мокро състояние, съдържание на дъбилни вещества, съдържание на киселини и други.